# Cyclohexaan
Cyclohexaan is een cycloalkaan met als brutoformule C6H12. Het is een kleurloze vloeistof met een chloroformachtige geur. Cyclohexaan is niet oplosbaar in water.

## Synthese
In tegenstelling tot andere koolwaterstoffen, zoals benzeen of antraceen, komt cyclohexaan niet voor in fossiele brand- en delfstoffen. De eerste succesvolle synthese van cyclohexaan werd in 1894 uitgevoerd door Adolf von Baeyer. Startend vanuit pimelinezuur voerde hij een Dieckmann-condensatie uit, gevolgd door reductie van het gevormde cyclohexanon tot cyclohexanol. Behandeling met waterstofjodide leidde tot vorming van joodcyclohexaan, dat verder met zinkpoeder werd omgezet tot cyclohexaan:
In datzelfde jaar werd cyclohexaan gesynthetiseerd door E. Haworth en W.H. Perkin Jr. in 1 reactiestap vanuit 1,6-dibroomhexaan, middels een Wurtz-koppeling:

## Structuur en eigenschappen
De zes koolstofatomen van cyclohexaan liggen niet in een plat vlak: drie liggen iets hoger, drie iets lager. Formeel kan er dus niet gesproken worden van het vlak van de ring. Toch gebeurt dat in de beschrijving van cyclohexaan wel. Als vlak van de ring wordt dan een zodanig vlak gekozen dat de drie hoger liggende koolstofatomen even veel boven het vlak liggen als de lager liggende eronder. De richting loodrecht op het vlak van de ring wordt als axiaal aangeduid, de richtingen in het vlak van de ring als equatoriaal. De ruimtelijk meest stabiele structuur die cyclohexaan aanneemt is de zogenaamde stoelconformatie.
Cyclohexaan is een van de weinige cycloalkanen waarvan conformaties mogelijk zijn zonder ringspanning. Vanwege de overeenkomst met onderdelen van het basisskelet van de steroïden is de stof als modelverbinding uitgebreid bestudeerd. Ook het effect van substituenten op de conformatie is onderwerp geweest van studies.

## Toepassingen
Zuiver cyclohexaan is weinig reactief en wordt meestal enkel als oplosmiddel gebruikt. De oxidatie van cyclohexaan levert cyclohexanol en cyclohexanon. Zij zijn een stuk reactiever en worden onder meer gebruikt als grondstof voor de productie van adipinezuur en caprolactam.